# MCMXC a.D.
Az MCMXC a.D. az Enigma zenei projekt első stúdióalbuma. Koncepcióalbum; az egyik legnagyobb hatású mű a New Age-zenében. Az album negyvenegy országban vezette a slágerlistát, az Egyesült Királyságban az album, illetve az első kislemez, a Sadeness (Part I) első helyre került 1991 listavezető albumainak, illetve kislemezeinek listáján; az Egyesült Államokban az album a 6. helyig jutott a Billboard 200-on és 282 hétig maradt a listán, a Sadeness az ötödik helyre került a Billboard Hot 100-on.
1998. november 2-án újra megjelent, a Trilogy háromlemezes album részeként, a The Cross of Changes (1993) és a Le roi est mort, vive le roi! (1996) című albumokkal együtt.

## Az albumról
A MCMXC a.D. értelmezhető úgy, hogy fő témája az ember küzdelme a vallás és a szexualitás ellentmondásával. A Sadeness című dal De Sade márkiról szól, akiről a szadizmus a nevét kapta. Az album témái közé tartoznak még a keresztény hit különböző elemei és az apokalipszis, ahogy a Jelenések könyve leírja.
Az album kürt hangjával kezdődik (ez az Enigma egyik jellemzőjévé válik és Enigma-kürtként is ismerik), majd Louisa Stanley szavaival folytatódik (Stanley akkoriban a Virgin Records egyik vezetője volt). Ezután a Procedamus in pace! című gregorián énekkel kezdődik meg az album első, háromrészes száma, a Principles of Lust. A legtöbb figyelmet a Sadeness című rész kapta, melyben egyedi módon keveredik a ritmus és a gregorián dallam, a triangulumok és a szintetizátoron előállított fuvolahangok, valamint Sandra Cretu francia éneke. Ezt követi a második rész, a Find Love, amelyben Sandra azt mondja a hallgatóknak, hogy kövessék a vágyaikat. A Sadeness (reprise) kezdetét a gregorián kántálás visszafelé játszása vezeti be, majd egy zongora játssza ugyanazt a dallamot, amit az elején a fuvola. Végül a fuvola is újra megszólal, és a Hozsannát éneklik.
Az ezt követő dal, a Callas Went Away tisztelgés Maria Callas opera-énekesnő előtt. Az elején madárcsicsergéshang hallható, a végén Callas a Ces lettres, ces lettres című áriát énekli a Werther című Massenet-operából.
A Mea Culpában a fuvola és Sandra hangja mellett a Kyrie Eleison játssza a főszerepet (a Liber Usualisból). Ezt követi a The Voice and the Snake. Ez az Aphrodite’s Child Seven Bowls című számán alapul, amiben a Jelenések könyvében vizionált világ végét írják le kísérteties módon. A zene elején hallható eső a Black Sabbath együttes Black Sabbath című albumáról származik.
A Knocking on Forbidden Doors című dalt egy földre eső és összetörő tál hangja vezeti be. A dobütéseknek olyan hangja van, mintha egy ajtón kopognának, majd felgyorsul az ütem. Ezúttal a Salve Regina című gregorián ének egy részlete hallható.
Az album második háromrészes száma, a Back to the Rivers of Belief a Harmadik típusú találkozások című Spielberg-film John Williams szerezte zenéjéből vett részlettel kezdődik, majd gregorián ének vezeti be az első részt, a Way to Eternityt. A Hallelujah-t ugyanaz a dobritmus indítja, ami a Sadenessben is hallható, erőteljes hegedűkísérettel. Újra megjelenik az első dalban hallható triangulum és hangok; észrevehetően keleties hatás hallatszik. A dal harmadik része, a The Rivers of Belief az egyetlen, ahol Michael Cretu énekel az albumon. Miután elénekelte a refrént, a zene elhallgat, és egy férfihang a Jelenések könyve 8:1-ből olvas fel: „És mikor felnyitotta a hetedik pecsétet, lőn nagy csendesség a mennyben.” Ez is az Aphrodite’s Child egyik albumáról, a 666 címűről került át ide, John Frosté a felolvasó hang. Újra megszólal a fuvola és Cretu hangja, majd az album az Enigma-kürt hangjával végződik. A hetedik pecsétről szóló szöveg az album legtöbb kiadásán a 7. (utolsó) szám 7. percének 7. másodpercénél (egyes kiadásokban a 17. másodpercnél) hallható.
A borítót Johann Zambryski tervezte, aki a következő négy Enigma-album, valamint a válogatásalbum és a DVD borítóját is. Vastag, fekete keretben egy fénnyel körülvett alak áll, az előtérben egy kereszt. A borítószövegben idézet olvasható Wiliam Blake-től („A túlzás ösvénye vezet a bölcsesség tornyához”), Sigmund Freudtól („Egy vad, az egó által megszelídítetlen ösztön kielégítése összehasonlíthatatlanul nagyobb élvezettel jár, mint egy megszelídítetté. Az ok az, hogy azzá az ellenséggé válsz, aki sok élvezeti lehetőségtől megfoszt.”), és egy „X atya” néven említett ördögűzőtől a párizsi Notre-Dame-ból („Ha hiszel a fényben, az a homály miatt van, ha hiszel a boldogságban, az a boldogtalanság miatt van. Ha hiszel Istenben, hinned kell az ördögben is.”)
Az MCMXC a.D. volt az egyik első olyan album, amit merevlemezen rögzítettek.

## AzMCMXC a.D.hatása
Az album, különösen az első három kislemez ellentmondásos fogadtatásban részesült, mind vallási, mind erotikus utalásai miatt. A Principles of Lust videóklipjét az MTV és több más zenecsatorna nem volt hajlandó játszani, ahogy a Sadeness (Part I) klipjét sem. Több kritikus istenkáromlónak nevezte az albumot. Ettől függetlenül az MCMXC a.D. legalább huszonnégy országban vezette a slágerlistát, és számos helyen arany- vagy platinalemez lett. A következő Enigma-albumot, a The Cross of Changest 1,4 millió példányban rendelték meg, mielőtt megjelent.
Az MCMXC a.D. hatással volt a B-Tribe (Fiesta Fatal!), a Delerium (Semantic Spaces) és Sarah Brightman (Eden) munkájára. Emellett több olyan együttes is létrejött, akik gregorián énekeket használnak fel (például az Era és a Gregorian, melyet Frank Peterson alapított, mielőtt összekülönbözött Michael Cretuval).
1994-ben a Polydor kiadó német leányvállalata beperelte Cretut és a Virgin Records német ágát, mert a Sadenessben és a Mea Culpában felhasznált dalrészletekkel szerzői jogot sértettek. Sikerült peren kívül megegyezniük, miután Cretu beleegyezett, hogy kártérítést fizet az eredeti szerzőknek.

## Dallista
| #                         | Cím                                                                          | Szerzők                                                                | Hossz |
| ------------------------- | ---------------------------------------------------------------------------- | ---------------------------------------------------------------------- | ----- |
| 1.                        | The Voice of Enigma                                                          | Curly M.C.                                                             | 2:21  |
| 2.                        | Principles of Lust Sadeness Find Love Sadeness (reprise)                     | Curly, F. Gregorian, David Fairstein Curly Curly, Gregorian, Fairstein | 11:43 |
| 3.                        | Callas Went Away                                                             | Curly                                                                  | 4:27  |
| 4.                        | Mea Culpa                                                                    | Curly, Fairstein                                                       | 5:03  |
| 5.                        | The Voice & The Snake                                                        | Curly, Gregorian                                                       | 1:39  |
| 6.                        | Knocking on Forbidden Doors                                                  | Curly                                                                  | 4:31  |
| 7.                        | Back to the Rivers of Belief Way to Eternity Hallelujah The Rivers of Belief | Curly Curly, Fairstein                                                 | 10:32 |
| The Limited Edition       |                                                                              |                                                                        |       |
| 8.                        | Sadeness (Meditation)                                                        | Curly, Gregorian, Fairstein                                            | 2:43  |
| 9.                        | Mea Culpa (Fading Shades)                                                    | Curly, Fairstein                                                       | 6:04  |
| 10.                       | Principles of Lust (Everlasting Lust)                                        | Curly                                                                  | 4:50  |
| 11.                       | The Rivers of Belief (The Returning Silence)                                 | Curly, Fairstein                                                       | 7:04  |
| 1999-es kiadás, bónusz CD |                                                                              |                                                                        |       |
| 1.                        | Sadeness – Part I (Meditation Mix)                                           | Curly, Fairstein                                                       | 3:00  |
| 2.                        | Sadeness – Part I (Extended Trance Mix)                                      | Curly, Fairstein                                                       | 5:01  |
| 3.                        | Sadeness – Part I (Violent U.S. Remix)                                       | Curly, Fairstein                                                       | 5:03  |
| 4.                        | Mea Culpa – Part II (Fading Shades Mix)                                      | Curly, Fairstein                                                       | 6:13  |
| 5.                        | Mea Culpa – Part II (Orthodox Version)                                       | Curly, Fairstein                                                       | 4:00  |
| 6.                        | Mea Culpa – Part II (Catholic Version)                                       | Curly, Fairstein                                                       | 3:55  |

## Kislemezek
- Sadeness (Part I) (1991)
- Mea Culpa (Part II) (1991)
- Principles of Lust (1991)
- The Rivers of Belief (1991)

## Közreműködők
- Michael Cretu (Curly M.C. néven): producer, vokálok
- Sandra Cretu vokálok
- David Fairstein: dalszövegek
- Louisa Stanley: hangok
- Frank Peterson (F. Gregorian néven): hangminták

## Helyezések és minősítések
Az album kilenc országban került a slágerlista élére. Az elkelt példányszámról nincs pontos adat, de a becslések alapján meghaladja a húszmilliót. (1993-ig a hivatalos adatok alapján tizenkétmillió, 1994-ig tizennégymillió.)
| Ország              | Legmagasabb helyezés | Minősítés        | Eladott példányszám |
| ------------------- | -------------------- | ---------------- | ------------------- |
| Ausztrália *        | 2                    | 3× platinalemez  | 210 000             |
| Brazília            | 1                    | 2× platinalemez  | 250 000             |
| Dél-Korea*          | 1                    | 4× platinalemez  | 400 000             |
| Egyesült Királyság* | 1 1                  | 3× platinalemez  | 1 000 000           |
| Franciaország*      | 1                    | 2× platinalemez  | 600 000             |
| Kanada*             | 1                    | 2× platinalemez  | 200 000             |
| Malajzia*           | 1                    | 4× platinalemez  | 100 000             |
| Mexikó*             | 1                    | 4× platinalemez  | 400 000             |
| Németország         | 3                    | 2× platinalemez  | 1 000 000           |
| Olaszország         | 4                    | 2× platinalemez  | 200 000             |
| Spanyolország*      | 1                    | 2× platinalemez  | 200 000             |
| Tajvan*             | 1                    | 4× platinalemez  | 200 000             |
| USA                 | 62                   | 4× platinalemez  | 4 700 000           |
| Világszerte         |                      | 10× platinalemez | 20 000 000          |

* Információ forrása: Billboard, 11/30/96
1 184 hetet töltött a brit Top 75 albumslágerlistán.
2 282 hetet töltött az amerikai Billboard Top 200 albumslágerlistán.
| Egyesült Királyság, Top 75 albumslágerlista | Egyesült Királyság, Top 75 albumslágerlista | Egyesült Királyság, Top 75 albumslágerlista | Egyesült Királyság, Top 75 albumslágerlista | Egyesült Királyság, Top 75 albumslágerlista | Egyesült Királyság, Top 75 albumslágerlista | Egyesült Királyság, Top 75 albumslágerlista | Egyesült Királyság, Top 75 albumslágerlista | Egyesült Királyság, Top 75 albumslágerlista | Egyesült Királyság, Top 75 albumslágerlista | Egyesült Királyság, Top 75 albumslágerlista |    |    |    |    |    |    |    |    |    |    |    |    |    |    |    |    |    |    |    |
| Hét                                         | 01                                          | 02                                          | 03                                          | 04                                          | 05                                          | 06                                          | 07                                          | 08                                          | 09                                          | 10                                          | 11 | 12 | 13 | 14 | 15 | 16 | 17 | 18 | 19 | 20 | 21 | 22 | 23 | 24 | 25 | 26 | 27 | 28 | 29 |
| ------------------------------------------- | ------------------------------------------- | ------------------------------------------- | ------------------------------------------- | ------------------------------------------- | ------------------------------------------- | ------------------------------------------- | ------------------------------------------- | ------------------------------------------- | ------------------------------------------- | ------------------------------------------- | -- | -- | -- | -- | -- | -- | -- | -- | -- | -- | -- | -- | -- | -- | -- | -- | -- | -- | -- |
| Helyezés                                    | 10                                          | 3                                           | 1                                           | 3                                           | 2                                           | 7                                           | 10                                          | 21                                          | 19                                          | 28                                          | 30 | 30 | 30 | 34 | 37 | 36 | 39 | 44 | 44 | 48 | 56 | 58 | 71 | 61 | 70 | 73 | 62 | 65 | 57 |
| Hét                                         | 30                                          | 31                                          | 32                                          | 33                                          | 34                                          | 35                                          | 36                                          | 37                                          | 38                                          | 39                                          | 40 | 41 | 42 | 43 | 44 | 45 | 46 | 47 | 48 | 49 | 50 | 51 | 52 | 53 | 54 | 55 | 56 | 57 | 58 |
| Helyezés                                    | 71                                          | 61                                          | 69                                          | 70                                          | 73                                          | 62                                          | 65                                          | 57                                          | 45                                          | 37                                          | 50 | 60 | 60 | 59 | 70 | 75 | 64 | 64 | 67 | 75 | 71 | 68 | 53 | 42 | 44 | 45 | 45 | 49 | 62 |
| Hét                                         | 59                                          | 60                                          | 61                                          | 62                                          | 63                                          | 64                                          | 65                                          | 66                                          | 67                                          | 68                                          | 69 | 70 | 71 | 72 | 73 | 74 | 75 | 76 | 77 | 78 | 79 | 80 | 81 | 82 | 83 | 84 | 85 | 86 | 87 |
| Helyezés                                    | 65                                          | 75                                          | 74                                          | 75                                          | 47                                          | 45                                          | 38                                          | 56                                          | 51                                          | 47                                          | 39 | 48 | 48 | 51 | 71 | 72 | 71 | 74 | 74 | 74 | 70 | 71 | 47 | 47 | 66 | 46 | 63 | 73 | 72 |